# Drosophila parvula (artundergrupp)
Drosophila parvula är en artundergrupp som innehåller fyra arter. Artundergruppen ingår i släktet Drosophila, undersläktet Sophophora och artgruppen Drosophila montium. Alla arter inom artundergruppen har utbredningsområden i Asien.

## Lista över arter i artundergruppen
- Drosophila artecarina
- Drosophila kanapiae
- Drosophila paraviaristata
- Drosophila parvula